# Sphedamnocarpus multiflorus
Sphedamnocarpus multiflorus är en tvåhjärtbladig växtart som först beskrevs av Wenceslas Bojer och Adrien Henri Laurent de Jussieu, och fick sitt nu gällande namn av Franz Josef Niedenzu. Sphedamnocarpus multiflorus ingår i släktet Sphedamnocarpus och familjen Malpighiaceae. Inga underarter finns listade i Catalogue of Life.